# مكتب الشباب الفرنسي الألماني
مكتب الشباب الفرنسي الألماني (OFAJ) (بالألمانية: Deutsch-Französisches Jugendwerk (DFJW)) هو منظمة تعمل على تعزيز التعاون بين فرنسا وألمانيا. تهدف المنظمة إلى تعزيز العلاقات بين الشباب في البلدين، وتعزيز فهمهم المتبادل، وبالتالي تغيير الصورة النمطية للبلد الجار.

## تاريخ
شارل ديغول، رئيس الجمهورية الفرنسية، وكونراد أديناور، المستشار الألماني، وضعوا أسس مكتب الشباب الفرنسي الألماني (OFAJ) من خلال توقيع معاهدة الإليزيه في 22 يناير 1963. وتنفيذاً لأحكام هذه المعاهدة بشأن التعاون الفرنسي الألماني، أنشأ الاتفاق الحكومي المشترك بتاريخ 5 يوليو 1963 هيئة تسمى "مكتب الشباب الفرنسي الألماني" مسؤولة عن تعزيز العلاقات بين الشباب الفرنسي والشباب الألماني.

وفي المادة 2 (1) الاتفاق الأصلي تنص على:
يهدف المكتب إلى تعزيز الروابط بين شباب البلدين، وزيادة التفاهم المتبادل بينهما، ولهذا الغرض، يتعين تنظيم وتشجيع اللقاءات وتبادل الشباب وتنفيذها إذا كان ذلك ضروريًا.

## المنظمة
تأسس المكتب الفرنسي الألماني للشباب (OFAJ) كمنظمة دولية مستقلة ويديره مجلس إدارته، ويكون رؤساء المجلس من الجانب الفرنسي جابرييل أتال، وزير التعليم الوطني، ومن الجانب الألماني ليزا باوس، وزيرة الأسرة والشيوخ والنساء والشباب. الهيئة التنفيذية للمجلس هي الأمانة العامة، التي يديرها توبياس بوتو وهي مسؤولة عن الإدارة المشتركة منذ 1 مارس 2019، وآن تالينو، في المنصب منذ 1 يناير 2020. يُساعد مجلس الإدارة بوجود مجلس توجيه مكلف بإعداد آراء وتوصيات حول توجهات وبرامج المكتب. يعمل 70 موظفًا في فرق ثنائية الجنسية موزعة على موقعين في باريس، المقر الحالي، وبرلين، العاصمة الألمانية، بالإضافة إلى مكتب الإرشاد في ساربوروك الذي افتتح في عام 2014.
يعتبر المكتب الفرنسي الألماني للشباب مركز الكفاءة للحكومتين الفرنسية والألمانية، حيث يقدم دور المستشار والوسيط بين السلطات المحلية والإقليمية وبين جمعيات المجتمع المدني في فرنسا وألمانيا.
يقدم المكتب الفرنسي الألماني للشباب دعمًا ماليًا وتعليميًا ولغويًا للمنظمات الشريكة في تنفيذ تبادلات الشباب. كما يقدم المساعدة في التحضير للاجتماعات وتقييمها، ويقدم بذلك دورًا أساسيًا كمستشار. يأخذ المكتب الفرنسي الألماني للشباب في عمله الاعتبار بالتطورات في المجتمعين الفرنسي والألماني وتأثيرها على حياة الشباب (التكامل، والالتزام، ومستقبل أوروبا، والأنشطة الثقافية، والعلوم والتقنية، وما إلى ذلك).

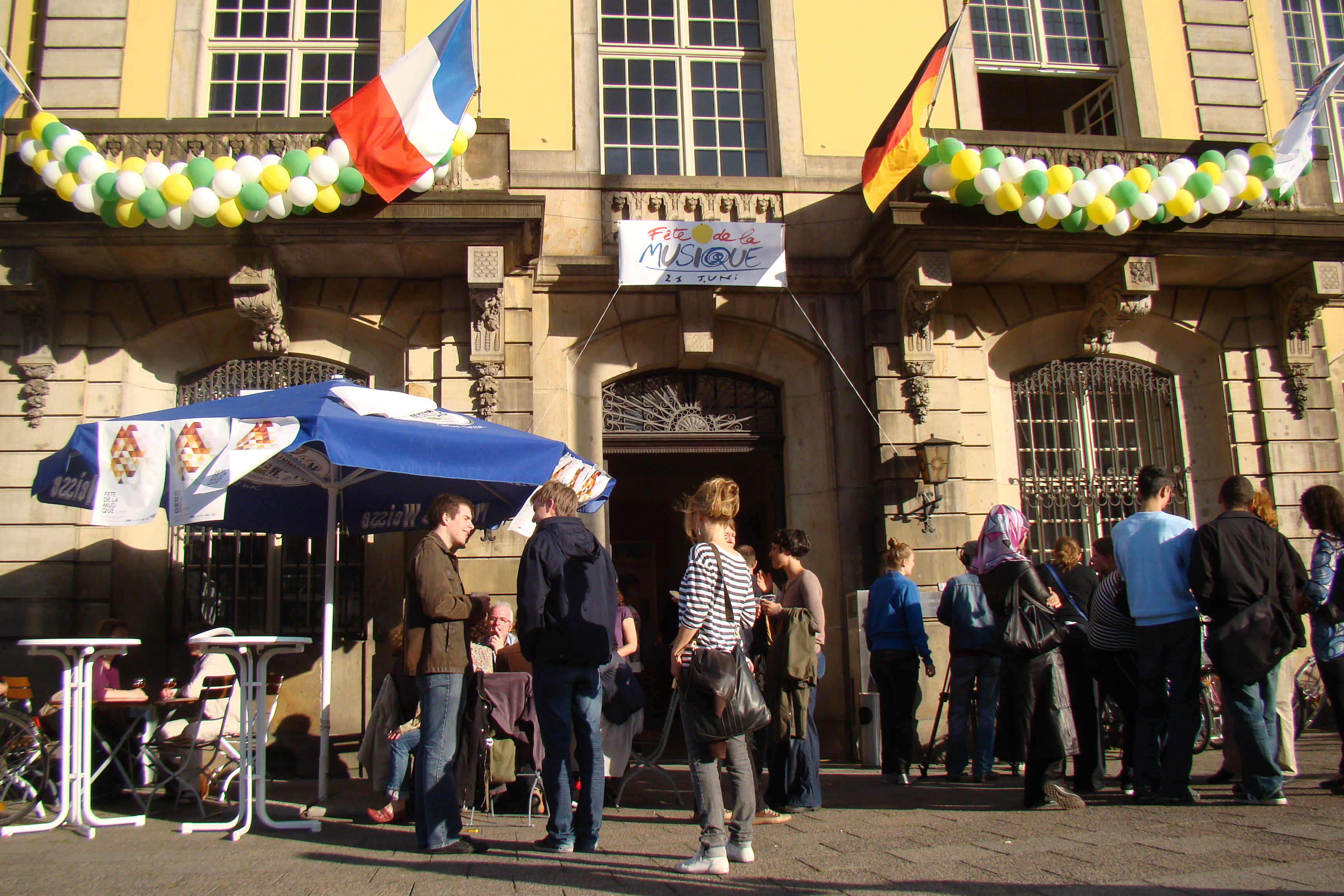
مهرجان الموسيقى في المكتب الفرنسي الألماني للشباب في برلين.

يعمل المكتب الفرنسي الألماني للشباب وفقًا لمبدأ الاحتكام المؤقت مع العديد من المنظمات الشريكة لتحقيق الأهداف التالية:
- تعزيز الروابط بين الأطفال والشباب والبالغين في البلدين.
- المساهمة في اكتشاف ثقافة الشريك.
- تشجيع التعلم بين الثقافات.
- دعم تدابير التأهيل المهني.
- تطوير مشاريع مشتركة لتعزيز المشاركة المدنية.
- توعية بالمسؤولية الخاصة لفرنسا وألمانيا في أوروبا.
- إثارة اهتمام الشباب بلغة الشريك وتعزيز التعلم اللغوي.